# Sophie des Déserts
Sophie des Déserts est une journaliste française.

## Carrière de journaliste
Sophie des Déserts travaille à L'Obs, puis chez Vanity Fair. Elle écrit aussi pour Les Échos, Paris Match, France Culture, et Libération.
En 2018, elle sort une biographie de Jean d'Ormesson intitulée Le Dernier Roi soleil.
En 2023 sort Croquis de pouvoir, recueil de ses articles initialement publiés dans L’Obs, Vanity Fair et Paris Match,,.

## Thématiques abordées
Pendant la campagne de l'élection présidentielle de 2017, elle écrit un article sur les soutiens d'Emmanuel Macron,.
En mai 2018, elle confirme l'homosexualité de Mathieu Gallet lorsqu'elle est invitée sur le plateau de l'émission Quotidien. 
Elle écrit des enquêtes sur des personnes comme Jérôme Seydoux, Tiphaine Auzière, Edwy Plenel, Erik Orsenna, Pierre Rabhi, Patrick Pelloux, Pierre-Édouard Stérin, Martin Hirsch, Jean-François Carenco, Maïwenn, Michel Houellebecq (dont elle qualifie certains propos d'« islamophobes »), Gérard Larcher, Mimi Marchand, Ramzi Khiroun ou Judith Godrèche.
Elle couvre aussi l'actualité culturelle et sociale.

## Publications
- Le Dernier Roi soleil, Fayard / Grasset, 2018 (ISBN 978-2-213-71149-2)
- Croquis de pouvoir, Éditions du Rocher, 2023 (ISBN 978-2-268-10879-7)